# Tarzan et le Safari perdu

Tarzan et le Safari perdu (Tarzan and the Lost Safari) est un film britannique réalisé par H. Bruce Humberstone, sorti en 1957.

## Synopsis
Un avion s’écrase en pleine savane africaine, avec à son bord cinq Américains venus pour observer les animaux. Ses occupants ne doivent leur salut qu'à l'intervention de Tarzan. Celui-ci offre aux rescapés de leur servir de guide à travers la jungle. Mais Hawkins, un chasseur blanc, se joint au groupe, dans le but de les livrer au chef d'un village voisin, en échange du stock d'ivoire des indigènes... 

## Fiche technique
- Titre original :  Tarzan and the Lost Safari
- Titre français : Tarzan et le Safari perdu
- Réalisation : H. Bruce Humberstone
- Scénario : Montgomery Pittman et Lillie Hayward
- D’après les personnages d'Edgar Rice Burroughs
- Musique : Clifton Parker
- Direction musicale : Louis Levy
- Montage : Bill Lewthwaite
- Producteurs : John Croydon et Sol Lesser, pour Solar Film Productions
- Société de distribution : Metro-Goldwyn-Mayer
- Pays d’origine :  Royaume-Uni
- Date de sortie : 
  - États-Unis : 12 avril 1957 (première à New York)
  - France : 13 décembre 1957
- Durée :  77 min
- Genre : Aventure
- Aspect Ratio : 1.37: 1

## Distribution
- Gordon Scott (VF : Bernard Woringer) : Tarzan
- Yolande Donlan (V.F : Jacqueline Porel) : Simone
- Betta St. John (V.F : Joelle Janin) : Anita
- Robert Beatty (V.F : Bernard Noel) : Hawkins
- Wilfrid Hyde White (V.F : Jean Berton) : Charles
- George Coulouris (V.F : Pierre Morin) : Johnson, le journaliste
- Peter Arne (V.F : Jean-Louis Jemma) : Dick Penrod, le pilote
- Orlando Martins : Le chef des Opals